# ランダウンプレイ

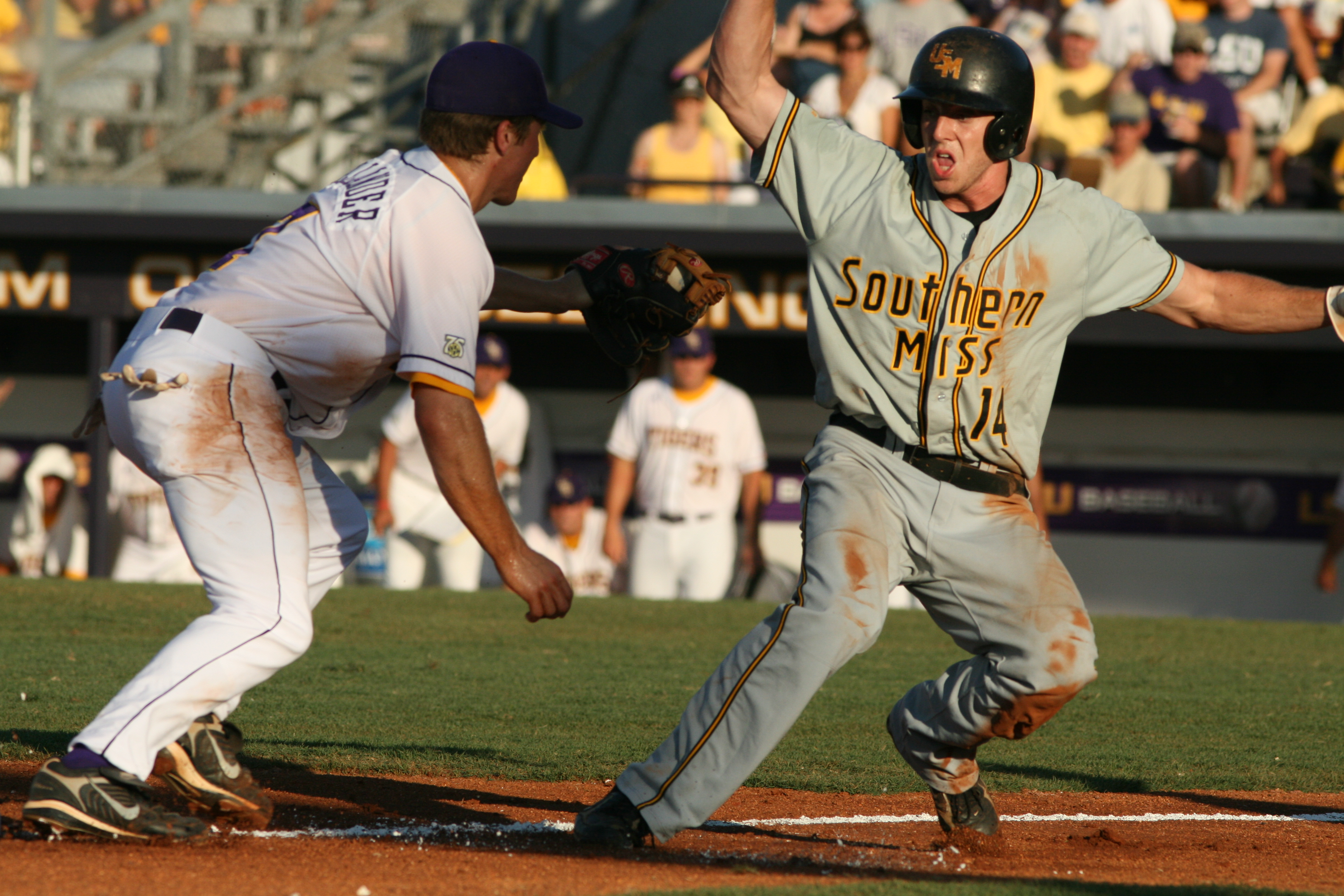
ランダウンプレイ

ランダウンプレイ（英：Rundown play）とは、野球用語の一つ。塁間で走者をアウトにしようとする守備側の行為をいう。日本語では挟撃（きょうげき）、挟殺（きょうさつ）ともいう。

## 概要
ランダウンプレイは、走者が塁間にいるときに、進塁先の塁をカバーする野手がボールを持つことで発生する。例えば、打者が外野への安打を打った際に走者が余塁が奪えると思って無理に進塁を狙ったものの外野からの送球が間に合ったために進塁しきれなくなった場合や、打者がスクイズプレイを狙ったが空振りした場合や、投手が投手板上から牽制球を送球した際に走者が塁を離れた場合などである。
走者は、そのまま先の塁に向かってもボールを持った野手に触球されてアウトになるので、アウトにならないようにするために元の塁に戻ろうとする。ボールを持った野手は、走者を追いかけるか、帰塁先をカバーする野手に送球してその野手に触球させてアウトにしようとする。この繰り返しで、塁間でボールを持った野手が走者に触球を試みようとし、野手の触球を避けようとする走者が行ったり来たりするプレイがランダウンプレイである。多くの場合、走者は進塁も帰塁もできなくなり、塁間で触球されてアウトになるが、触球をかいくぐってどちらかの塁に逃げ切る場合もある。

## ランダウンプレイにおける規則
走者が送球に故意でなく触れた場合はボールインプレイが継続する。走者が意図的に送球を妨げたと審判員が判断した場合は、守備妨害の宣告とともに走者はアウトになり、ボールデッドとなる。
野手は、ボールを保持している間ならば走者の進路に位置して走者に触球することが認められるが、ボールを保持せずに走者の走塁を妨げてはならない。ランダウンプレイで走塁妨害が起こった場合は、ボールデッドになるとともに、走者にはその時の進行方向に関係なく次塁への安全進塁権が与えられる。
一方、走者は触球を避ける際に走路（ベースパス）を離れてはならない。ここでいうベースパスとは、タッグプレイが生じたときの走者の位置と、走者が進もうとする塁とを結んだ線分、およびその線分を基準に両側3フィート（91.44センチメートル）ずつの地帯を指す。触球を避けようとしてベースパスを離れた場合、走者は触球されなくても審判員にアウトを宣告される。
ある塁間でランダウンプレイが行われていても、もちろん他の走者は進塁を狙うことができる。走者が一塁および三塁にいる状態で、一塁走者が二塁へ盗塁すると見せて故意に塁間で挟撃されている隙に、三塁走者が本塁を陥れるという作戦もある。また、ランダウンプレイの結果、元の塁に逃げ切った走者とランダウンプレイの間に進塁を果たした後の走者の2人が、同じ塁に到達することもある。この場合、塁の占有権は前の走者にあるため、後の走者は塁に触れていても触球されてしまった場合にはアウトになる。

## 事例
2010年4月30日に行われた阪神タイガース対読売ジャイアンツ（巨人）第7回戦（阪神甲子園球場）の3回表（巨人の攻撃）、一死二・三塁の場面で打者の小笠原道大は内野ゴロを打った。三塁走者の坂本勇人は三本間でランダウンプレイとなったが、三塁へ逃げ切った。このランダウンプレイの間に三塁には二塁走者の脇谷亮太が到達しており、二人が三塁に同時に触れている状態になった。阪神の城島健司捕手は坂本に触球をしてから脇谷にも触球をした。この場合は先行走者である坂本に三塁の占有権があるため、アウトになるのは脇谷のみであり坂本はアウトにはならない。しかし坂本は、触球されたことにより自分がアウトになったと思い込んで塁を離れたため、城島が再び坂本に触球して併殺となった。